# Leonardo Boix
Leonardo Boix Quilmes (Buenos Aires), octubre de 1975) es un periodista, escritor y poeta argentino.

## Trayectoria
Desde 1997 está radicado en Londres, Inglaterra. Allí estudió la licenciatura en "Latin American Studies" en el Birkbeck College, University of London, donde obtuvo una Maestría y comenzó un PhD.

### Periodismo
Trabaja como corresponsal en Londres para la Agencia ANSA de noticias, y colabora con diario Perfil (Argentina), Revista Proceso (México) y The Miami Herald (Estados Unidos). Ha publicado artículos en el periódico británico The Guardian y en el mensuario londinense Noticias Latin America.

### Escritor
Escribió dos novelas Vestido Pájaro (2001) y Vedette (2003). 
En 2008, completó el poemario Torre de Londres, publicado por el artista británico Pablo Bronstein. Ha publicado el libro de poemas Un lugar propio (2015), por el sello Letras del Sur. 
Trabaja en su tercera novela Foula y en el poemario Cuadernos Negros.